# CVLT Nation
CVLT Nation — международный онлайн-журнал, основанный Шоном Ревероном и Меган Макрей в 2011 году в Лос-Анджелесе. Основанный в первую очередь как независимый бренд одежды, вдохновленный краст-панком и экстрим-металом, его статьи и музыкальные проекты получили значительное признание. CVLT Nation сейчас базируется в Ванкувере.
Издание посвящено музыке, искусству и моде, особенно в отношении андеграундных музыкантов и исполнителей экстремального метала, краст-панка и более тяжелых поджанров панк-рока. Здесь также представлены статьи об ужасных историях из реальной жизни, таких как культы и убийства. Искусство одежды CVLT Nation либо создано ими, либо заказано художниками-металлистами и панк-татуировщиками, музыкантами и иллюстраторами со всего мира, в которых значительную роль играют исполнители блэк-метала. По словам Реверона, компания с самого начала задумывалась как международная, и большинство ее сотрудников находятся за пределами США.

## История
CVLT Nation была основана в 2011 году Шоном Ревероном и его партнершей Меган Макрей. Ранее оба были частью компании уличной одежды «RockersNYC» из Нью-Йорка и «God's Prey» из Лос-Анджелеса. Пара решила основать компанию после посещения шоу Amebix в 2010 году в Лос-Анджелесе, где они «чувствовали себя как дома», потому что их модные и музыкальные вкусы были основаны на метале и краст-панке, сказал Реверон, что противоречит конкурентоспособности компании в индустрии моды. Реверон заявил, что они «пытались построить мост между музыкой, которую мы любим, и одеждой, которую мы производим». Они завели блог как дополнение к линии одежды, которая вскоре превратилась в полноценный интернет-журнал; по данным Arkansas Times, к 2012 году CVLT Nation стал «незаменимым онлайн-журналом о метале, панке и хардкоре».
В августе 2015 года CVLT Nation открыла новый торговый сайт CVLT Nation Bizarre, чтобы продавать свою одежду наряду с мелкосерийными товарами от других андеграундных и звукозаписывающих компаний.

## Музыкальные проекты
С момента своего основания CVLT Nation выпустила серию бесплатных альбомов. Серия Sonic Cathedrals представляет собой микстейпы, подготовленные такими артистами, как Nails, Pallbearer и The Body, которые выбирают песни групп, оказавших на них влияние. Серия Doom Nation представляет собой дум-метал микстейпы.
В январе 2014 года издание начало выпускать серию CVLT Nation Sessions, представляющую собой сборники кавер-версий от андеграундных исполнителей. Среди представленных альбомов: Master of Reality группы Black Sabbath, Fresh Fruit for Rotting Vegetables группы Dead Kennedys, Pornography группы The Cure, My War группы Black Flag и Sleep's Holy Mountain группы Sleep. CVLT Nation Sessions были показаны в 67-м эпизоде подкаста о метале и мотоциклах Chop N' Roll.

## Признание
В марте 2015 года Noisey назвали CVLT Nation «важнейшим ресурсом для андеграундной музыки». В марте 2019 года Чешское радио назвало его одним из четырех лучших независимых панк-сайтов, высоко оценив качество выступлений андеграундных исполнителей, несмотря на значительный рост бренда. Дэйв Кантрелл из XRAY.FM считает, что статьи о дарквейве из CVLT Nation послужили основой для его радиопрограммы Songs From Under the Floorboard и музыкального фестиваля Out From the Shadows, который стартовал в 2018 году.
Серия альбомов CVLT Nation получила высокую оценку Kerrang!, Metal Injection и MetalSucks.